# Washington (teritoriu SUA)

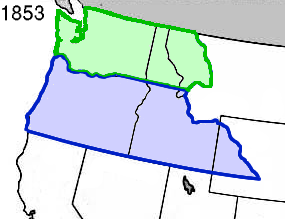
Washington Territory (în verde) şi Oregon Territory (în albastru deschis), în 1853.

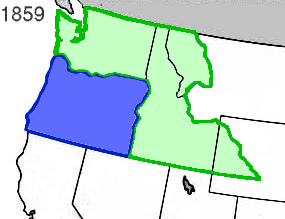
Washington Territory (în verde) şi State of Oregon (în albastru închis), în 1859.

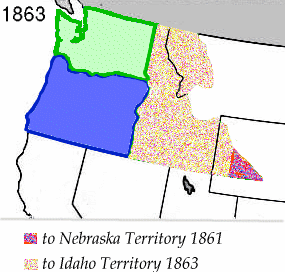
În 1863, Teritoriul Washington se restrânge la exact dimensiunile sale de azi, cele ale statului Washington (în verde).

Teritoriul Washington, conform originalului, [the] Washington Territory, a fost un teritoriu organizat istoric al Statelor Unite ale Americii, care a fost format la 8 februarie 1853 din porțiunea din Oregon Territory aflată la nord de cursul inferior al Columbia River, respectiv la nord de paralela 46 la est de fluviul Columbia. Inițial, într-o primă încercare de denominare, a fost propus numele de "Columbia Territory", dar ulterior a fost renumit Washington Territory, în onoarea primului președinte american George Washington. Propunerea a aparținut lui Richard H. Stanton, congressman al statului Kentucky în Camera Reprezentanților Statelor Unite.
Capitala teritorială a fost orașul Olympia, iar primul guvernator al teritoriului a fost Isaac Stevens. În 1889, statutul teritoriului s-a schimbat în stat al Statelor Unite. Capitala statului Washington a rămas până în ziua de azi Olympia.

## Împărțire și fluctuații ale suprafeței teritoriului
Limitele inițiale ale teritoriului cuprindeau în întregime statul de azi Washington, partea de nord ale statelor de azi Idaho și Montana, la est de limita continentală. După admiterea State of Oregon în Uniune în 1859, porțiunile estice ale Oregon Territory, incluzând sudul statului Iado de astăzi, porțiuni din Wyoming la vest de limita continentală, pe atunci parte a Nebraska Territory, respectiv o mică porțiune din actualul Comitat Ravalli, Montana, au fost anexate Teritoriului Washington.
În 1863, suprafața Teritoriului Washington la est de Snake River și de cel de-al 117-lea meridian a fost reorganizată ca parte a noului creat Teritoriu Idaho, limitând Washington Territory la exact granițele pe care la are astăzi State of Washington.
Teritoriul a fost admis în Uniune 26 de ani mai târziu, la 11 noiembrie 1889, ca cel de-al 42-lea stat al acesteia.